# 灵龙乡
灵龙乡是中国陕西省商洛市镇安县下辖的一个乡。

## 行政区划
灵龙乡下辖以下行政区：
东铺村、清泥村、界河村、安乐村、蜂王村、莲池村、三义村